# Synopeas hopkinsi
Synopeas hopkinsi är en stekelart som först beskrevs av Crawford och Bradley 1911.  Synopeas hopkinsi ingår i släktet Synopeas och familjen gallmyggesteklar. Inga underarter finns listade i Catalogue of Life.